# Que la lumière soit (film, 1946)
Pour les articles homonymes, voir Que la lumière soit (homonymie).
Pour plus de détails, voir Fiche technique et Distribution.
Que la lumière soit (Let There Be Light) est un film documentaire de John Huston réalisé en 1946, sorti aux États-Unis en 1980,  qui porte sur la thérapie de certains soldats traumatisés par la guerre.
À partir d'avril 1942, John Huston sera mobilisé par l'U.S. Army dans le détachement Signal Corps. Là, il signera, sous son nom, trois documentaires militaires dont celui-ci.
Effrayés par la dureté du film, les autorités décidèrent, à l'époque, de ne pas le distribuer. Les spectateurs  ne purent visionner ce document que, lors du Festival de Cannes 1981, dans la section Un certain regard.

## Fiche technique
- Titre original : Let There Be Light
- Titre français : Que la lumière soit
- Réalisation : John Huston
- Scénario : John Huston, Charles Kaufman
- Photographie : Stanley Cortez, John Doran, Lloyd Fromm, J. Jackman, G. Smith
- Montage : le réalisateur et Jules Buck
- Conseiller technique : B. Simon
- Commentaires : Walter Huston
- Musique : Dimitri Tiomkin
- Production : United States Army Pictorial Services
- Durée : 58 minutes.
- Année de réalisation : 1945-1946
- Date de sortie : États-Unis : 16 décembre 1980

## Autour du film
- John Huston confiait : « Durant le tournage j'avais vu des choses qui m'avaient profondément troublé. Je ne connaissais presque rien de la psychanalyse, (...). C'est alors que j'ai découvert l'inconscient. Je l'ai expérimenté avec l'hypnose, et j'ai alors su qu'un jour je ferais un film sur Sigmund Freud. »
- Charles Kaufman qui fut coscénariste sur Que la lumière soit le sera également pour Freud, passions secrètes.

## Editions
Le film est disponible :
- dans les bonus du Blu-ray américain et français du film The Master, de Paul Thomas Anderson[1],[2],[3].
- sur le 6e DVD du coffret L'Amérique en guerre sorti chez Montparnasse Editions en 2011[4].